# Dybowo (Mikołajki)
Dybowo (deutsch Diebowen, 1938–1945 Dommelhof) ist ein Dorf in der polnischen Woiwodschaft Ermland-Masuren und gehört zur Stadt- und Landgemeinde Mikołajki (Nikolaiken) im Powiat Mrągowski (Kreis Sensburg).

## Geographische Lage
Dybowo liegt am Ostufer des Nikolaiker Sees (polnisch Jezioro Mikołajskie) im mittleren Osten der Woiwodschaft Ermland-Masuren, 23 Kilometer südöstlich der Kreisstadt Mrągowo (deutsch Sensburg).

## Geschichte
Der nach 1871 Dibowen und bis 1938 Diebowen genannte kleine Gutsort wurde 1669 gegründet. 1785 wurde Dibowen als ein köllmisches Gut mit fünf Feuerstellen erwähnt.
Im Jahr 1874 wurde der Gutsbezirk Dibowen in den neu errichteten Amtsbezirk Lucknainen (polnisch Łuknajno) eingegliedert, der – 1932 in Amtsbezirk Olschewen (polnisch Olszewo) und 1938 in Amtsbezirk Erlenau umbenannt – bis 1945 bestand und zum Kreis Sensburg im Regierungsbezirk Gumbinnen (ab 1905 Regierungsbezirk Allenstein) in der preußischen Provinz Ostpreußen gehörte.
Aufgrund der Bestimmungen des Versailler Vertrags stimmte die Bevölkerung im Abstimmungsgebiet Allenstein, zu dem Diebowen gehörte, am 11. Juli 1920 über die weitere staatliche Zugehörigkeit zu Ostpreußen (und damit zu Deutschland) oder den Anschluss an Polen ab. In Diebowen stimmten 40 Einwohner für den Verbleib bei Ostpreußen, auf Polen entfielen keine Stimmen.
Am 30. September 1928 wurde der Gutsbezirk Diebowen in eine Landgemeinde gleichen Namens umgewandelt, und zehn Jahre später änderte man den Ortsnamen aus politisch-ideologischen Gründen der Abwehr fremdländisch klingender Ortsbezeichnungen in Dommelhof.
1945 kam der Ort in Kriegsfolge mit dem gesamten südlichen Ostpreußen zu Polen und erhielt die polnische Namensform Dybowo. Heute ist er eine Ortschaft im Verbund der Stadt- und Landgemeinde Mikołajki (Nikolaiken) im Powiat Mrągowski (Kreis Sensburg), bis 1998 der Woiwodschaft Suwałki, seither der Woiwodschaft Ermland-Masuren zugehörig.

### Einwohnerzahlen
| Jahr | Anzahl |
| ---- | ------ |
| 1818 | 33     |
| 1839 | 80     |
| 1867 | 37     |
| 1885 | 76     |
| 1898 | 72     |
| 1905 | 68     |
| 1910 | 68     |
| 1933 | 61     |
| 1939 | 54     |

## Kirche
Bis 1945 war Diebowen bzw. Dommelhof in die evangelische Kirche Nikolaiken in der Kirchenprovinz Ostpreußen der Evangelischen Kirche der Altpreußischen Union sowie in die katholische Kirche St. Adalbert Sensburg im Bistum Ermland eingepfarrt. Heute sind beide Konfessionen zur Stadt Mikołajki hin orientiert, die in der Diözese Masuren der Evangelisch-Augsburgischen Kirche in Polen bzw. zum Bistum Ełk in der polnischen katholischen Kirche liegt.

## Verkehr
Dybowo liegt am Ende einer Nebenstraße, die von Mikołajki (Nikolaiken) über Stawek (Schöneberg) hierher führt. Eine Anbindung an das Schienennetz besteht nicht.